# Rencontres François Rabelais
Les Rencontres François Rabelais sont une manifestation annuelle organisée à Tours depuis 2002. Cet évènement de diffusion de la  culture scientifique, technique et industrielle, est organisé par l’IEHCA, dans le cadre de l'Université ouverte des sciences gastronomiques au sein de la Villa Rabelais - Maison des cultures gastronomiques, en collaboration avec l’Université de Tours et le Conseil régional du Centre-Val de Loire, et est placé sous le haut patronage du Ministère de l'Éducation nationale.

## Objectif
Les Rencontres François Rabelais, appelées dans une premier temps Forum Alimentation et Culture - FAC, se déroulant dans l’amphithéâtre Thélème de l'université de Tours, a pour ambition de réfléchir à la cuisine et à l’alimentation d'aujourd’hui, en favorisant le dialogue entre universitaires, professionnels et enseignants des métiers de bouche et de la restauration. Il rassemble chaque année à Tours environ 500 participants.
Grâce à un partenariat avec l’Inspection générale de l'Éducation nationale, le Forum a été intégré à l’offre de formation continue des enseignants des lycées hôteliers français. Chaque année, environ 450 enseignants et chefs de travaux se rendent à Tours pour suivre les ateliers et les tables rondes. 
Les autres participants sont essentiellement des universitaires, journalistes, cuisiniers, producteurs, étudiants et industriels.
Les Conférences - Tables rondes sont complétées par des ateliers-débats qui permettent un échange entre auditeurs et conférenciers.
Cette manifestation est inscrite annuellement, depuis 2010, au "Plan National de Formation du Ministère de l’Éducation nationale, sous la rubrique des "Rendez-vous de la Culture Humaniste".

### Le comité de pilotage
Le Comité de pilotage des Rencontres François Rabelais varie chaque année en fonction du thème. L'évènement fut piloté par Christophe Marion (2005-2007) et actuellement par Kilien Stengel (2008 à ce jour).

## Les thèmes par année

### 2002: Rumeurs, risques et rythmes alimentaires - Manger dans l'air du temps
- Année 0
- Dates : 13 décembre 2002
- Commissaire du forum : Julia Csergo historienne de l'alimentation

### 2005: Les nouvelles tendances culinaires
- 1ère édition
- Dates : 2 et 3 décembre 2005
- Président d’honneur : Pierre Troisgros, chef 3 étoiles Michelin.
- Commissaire du forum : Jean-Claude Ribaut critique gastronomique au Monde
- Publication des actes dans le magazine Gusto no 1 : La cuisine française est-elle encore créative ?

### 2006: Cuisine française, cuisine étrangères: échanges, influences, convergences
- 2ème édition
- Dates : 24 et 25 novembre 2006
- Président d’honneur : Alain Senderens, chef 3 étoiles Michelin.
- Président du comité de pilotage : Jean-Robert Pitte Président de l’université Paris-Sorbonne
- Publication des actes dans le magazine Gusto no 2 : Les influences de l’ailleurs et Gusto no 3 La table au féminin

### 2007: Le «bon produit» existe-t-il?
- 3ème édition
- Dates : 30 novembre et 1er décembre 2007
- Président d’honneur : Jacques Maximin, chef 3 étoiles Michelin.
- Président du comité de pilotage : Jean-Robert Pitte Président de l’université Paris-Sorbonne
- Publication des actes dans le magazine Gusto no 4 Cuisine, Culture et Patrimoine et Gusto no 5 : La cuisine de fête

### 2008: Qu’est-ce qu’un «bon restaurant»?
- 4ème édition
- Dates : 21 et 22 novembre 2008
- Président d’honneur : Régis Marcon, chef 3 étoiles Michelin.
- Publication des actes dans le magazine Les Cahiers de la gastronomie no 1

### 2009: La gastronomie vaut-elle le détour?
- 5ème édition
- Dates : 27 et 28 novembre 2009
- Président d’honneur : Marc Meneau, chef étoilé Michelin.
- Publication des actes dans le magazine Les Cahiers de la gastronomie no 5

### 2010: Cuisine: santé ou plaisir? Faut-il choisir?
- 6ème édition
- Dates : 19 et 20 novembre 2010
- Président d’honneur : Michel Guérard, chef étoilé Michelin.
- Publication des actes dans le magazine Les Cahiers de la gastronomie no 9

### 2011: Transmissions[3]
- 7ème édition
- Dates : 25 et 26 novembre 2011
- Présidente d’honneur : Dominique Loiseau, restauratrice étoilée Michelin.
- Publication des actes dans le magazine Les Cahiers de la gastronomie no 13

### 2012: Arts & Cuisine
- 8ème édition
- Dates : 23 et 24 novembre 2012
- Président d’honneur : Thierry Marx[4],[5], chef étoilé Michelin.
- Publication des actes dans le magazine Les Cahiers de la gastronomie no 17

### 2013: Fait maison! ou pas!
- 9ème édition
- Dates : 7, 8 et 9 novembre 2013
- Présidents d’honneurs : Martin Berasategui[6], Philippe Rochat, Kiyomi Mikuni[7], Pierre Wynants[8], chefs cuisiniers docteurs honoris causa
- Publication des actes dans le magazine Les Cahiers de la gastronomie no 21

### 2014: Nouvelles tendances culinaires: 10 ans après
- 10ème édition
- Dates : 21-22 novembre et 6-7 décembre 2014
- Président d’honneur des Rencontres Rabelais : Pierre Hermé, chef pâtissier
- Parrain du Salon du livre gastronomique et du festival de cours de cuisine : Christophe Felder, chef pâtissier
- Publication des actes dans "Les Cahiers des Rencontres François Rabelais" [9]

### 2015: Recevoir: l'art et la manière[10],[11]
- 11ème édition
- Dates : Du 20 au 29 novembre 2015
- Président d’honneur des Rencontres Rabelais : Olivier Roellinger, chef étoilé Michelin
- Marraine du Salon du livre gastronomique et du festival de cours de cuisine : Luana Belmondo, auteure culinaire
- Publication des actes dans "Atabulab" et dans "Les Cahiers des Rencontres François Rabelais"

### 2016: La cuisine française est-elle toujours au top[12]?
- 12ème édition
- Dates : 2 et 3 décembre 2016
- Président d’honneur des Rencontres Rabelais : Stéphane Layani, président du marché d'intérêt national de Rungis
- Publication des actes dans "Les Cahiers des Rencontres François Rabelais" [13]

### 2017: Cuisine et développement durable: un mariage heureux[14]?
- 13ème édition
- Dates : 17 et 18 novembre 2017
- Président d’honneur des Rencontres Rabelais : Michel Troisgros, chef étoilé Michelin
- Publication des actes dans "Les Cahiers des Rencontres François Rabelais"

### 2018: Cuisines d'Europe, cuisine européenne?
- 14ème édition
- Dates : 7 et 8 décembre 2018
- Présidente d’honneur des Rencontres Rabelais : Léa Linster, cheffe étoilée Michelin
- Publication des actes dans "Les Cahiers des Rencontres François Rabelais"

### 2019: Quelle éducation au goût pour la jeunesse?
- 15ème édition
- Dates : 22 et 23 novembre 2019
- Président d’honneur des Rencontres Rabelais : Jacques Puisais, scientifique
- Sous le Haut patronage de Jean-Michel Blanquer[15], Ministre de l’Éducation nationale et de la Jeunesse
- Publication des actes dans "Les Cahiers des Rencontres François Rabelais"

### 2020: Gastronomies pour tous?
- 16ème édition
- Dates : 27 et 28 novembre 2020
- Président d’honneur des Rencontres Rabelais : Thierry Marx[16],[17], chef cuisinier
- Publication des actes dans "Les Cahiers des Rencontres François Rabelais"

### 2021: Fruits et légumes, les nouveaux rois de la cuisine?[18],[19]
- 17ème édition
- Dates : 19 et 20 novembre 2021
- Président d’honneur des Rencontres Rabelais : Eric Roy, maraicher
- Publication des actes dans "Les Cahiers des Rencontres François Rabelais"

### 2022: La cuisine a-t-elle un genre?[20],[21]
- 18ème édition
- Dates : 17 et 18 novembre 2022
- Présidente d’honneur des Rencontres Rabelais : Fatéma Hal, cheffe cuisinière
- Publication des actes dans "Les Cahiers des Rencontres François Rabelais"

### 2023: Gastronomie & Médias, comment ça fonctionne?[22]
- 19ème édition
- Dates : 16 et 17 novembre 2023
- Président d’honneur des Rencontres Rabelais : François-Régis Gaudry, journaliste
- Publication des actes dans "Les Cahiers des Rencontres François Rabelais"

### 2024: Nouvelles tendances culinaires, 20 ans après[23]
- 20ème édition
- Dates : 14 et 15 novembre 2024
- Président d’honneur des Rencontres Rabelais : Christophe Hay, chef cuisinier